# Carl Joseph Napoleon Balling

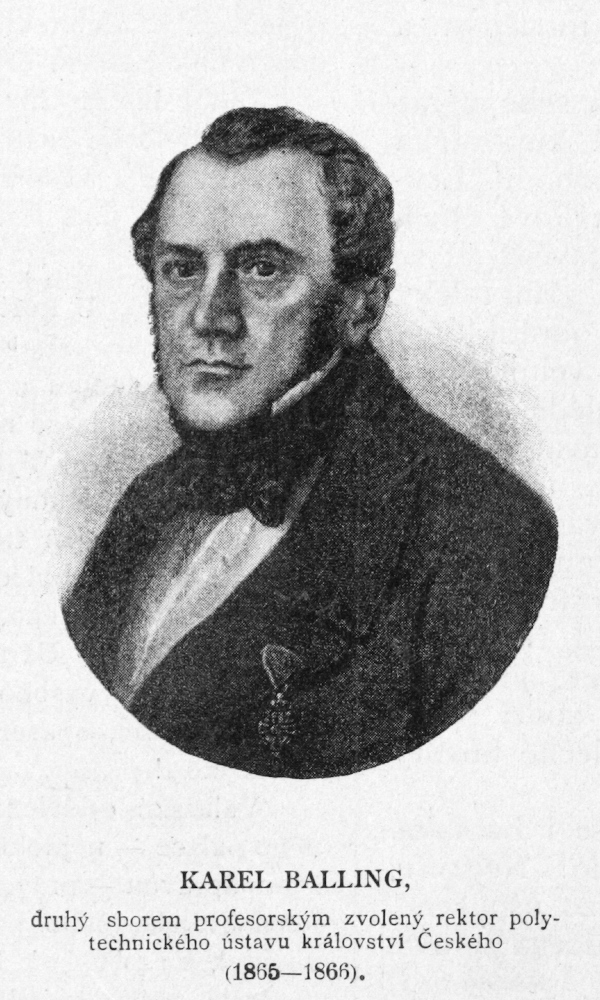
Carl Balling

Carl Joseph Napoleon Balling (Gabrielina Huť, 21 aprile 1805 – Praga, 17 marzo 1868) è stato un chimico boemo.

## Biografia
Carl Joseph Napoleon Balling studiò chimica al Politecnico di Praga dal 1820 al 1823 e poi continuò i suoi studi all'Università Carolina di Praga. Divenne prima assistente di chimica al Politecnico di Praga e successivamente professore nel 1835.
Inventore del Metodo di Balling, a lui intitolato.
Nel 1854 ricevette la Croce di Cavaliere dell'Ordine imperiale di Francesco Giuseppe e divenne membro corrispondente dell'Accademia austriaca delle scienze. Nel biennio 1866-68 fu rettore del Politecnico di Praga.